# Eduardo Mangas
Eduardo Enrique Mangas Mairena (Managua, 28 de enero de 1974) es un político y abogado nicaragüense y ecuatoriano. Fue jefe adjunto de gabinete del Presidente de la Asamblea General de las Naciones Unidas (2008-2009), viceministro de la Presidencia de la República de Nicaragua (2010) y secretario general y jefe de gabinete del Gobierno de la República del Ecuador (2017).

## Reseña biográfica
Entre febrero del año 2000 y diciembre de 2001, fue asesor para la participación ciudadana y políticas de juventud del gobierno de Nicaragua. Entre noviembre de 2009 y noviembre de 2010 fue viceministro, Vicesecretario Privado para Políticas Nacionales de la Presidencia de la República en el gobierno de Daniel Ortega Saavedra.  
Entre enero de 2011 y diciembre de 2014, trabajó como asesor de política exterior del canciller del Ecuador Ricardo Patiño y fue asesor de asuntos internacionales del Vicepresidente de la República del Ecuador, Jorge Glas, en el gobierno de Rafael Correa Delgado. Posteriormente, entre octubre de 2016 y abril de 2017, se desempeñó como coordinador de la campaña electoral del candidato presidencial del Movimiento Alianza PAIS Lenin Moreno Garcés en las elecciones de febrero de 2017. Posteriormente fungió como jefe del equipo de transición del presidente electo Lenin Moreno y fue secretario general de la Presidencia y jefe de gabinete del Gobierno del Ecuador entre mayo y diciembre de 2017.
Como funcionario de la Organización de las Naciones Unidas fue especialista de programa del Fondo de Población de las Naciones Unidas (UNFPA) entre enero del año 2002 y junio de 2008 y jefe adjunto de gabinete del presidente de la Asamblea General de las Naciones Unidas, entre julio de 2008 y septiembre de 2009. Fue asesor principal del Enviado Especial del Secretario General de las Naciones Unidas sobre Discapacidad y Accesibilidad, Lenin Moreno, entre enero de 2015 y septiembre de 2016.
Ha formado parte de los equipos de trabajo de dos períodos de sesiones de la Asamblea General de las Naciones Unidas. Trabajó en la organización y dirección del  en el año 2008, junto al presidente padre Miguel d´Escoto Brockmann, y en el año 2018, junto a la presidenta María Fernanda Espinosa Garcés.

## Trayectoria política y controversia
En mayo de 2017 fue nombrado Secretario General de la Presidencia del Ecuador y Jefe de Gabinete del Gobierno de Lenin Moreno. Es la primera vez que un ciudadano extranjero, nacionalizado ecuatoriano, ocupa esta posición en el Ecuador. Como secretario de la Presidencia también asumió las atribuciones de la Secretaría General de la Administración Pública, sumando entre otras las siguientes responsabilidades: supervisor directo de ministros y secretarios de Estado; coordinador de la agenda estratégica presidencial; coordinador de la gestión de las políticas públicas de la Función Ejecutiva; coordinador del sistema de obras públicas y supervisor del sistema de contratación pública.
Las críticas a Eduardo Mangas se centraron en aspectos políticos. Se criticó su trayectoria de izquierda y afinidades políticas con el expresidente Rafael Correa Delgado y el presidente de Nicaragua Daniel Ortega.
En noviembre de 2017 un audio filtrado de una reunión privada con funcionarios y militantes del partido de gobierno generó polémica y la posterior renuncia de Eduardo Mangas. Las aseveraciones realizadas en el audio provocaron descontento en el círculo de oposición al expresidente Correa dentro del gobierno de Lenín Moreno y en sectores de oposición de la derecha ecuatoriana.
El presidente Lenin Moreno se había alejado del expresidente Correa para diciembre de 2017 y la oposición y medios de comunicación presionaban por acompañar  con el cambio de las políticas de gobierno que hasta la fecha seguían marcadas por la herencia de los 10 años de Rafael Correa en el poder y por la continuidad de la denominada Revolución Ciudadana. La presión más importante se centraba en la demanda de renuncia de los  ministros de izquierda dentro del gabinete de gobierno y el cambio de dirección de la política exterior, la política de defensa y seguridad y la política económica, entre otras.
Mangas formaba parte del grupo de ministros que optaban por la continuidad del proceso político de la Revolución Ciudadana. El audio representó una confesión de esta estrategia de continuidad de parte de algunos miembros del gobierno, entre ellos, su secretario general.  

## Renuncia
Adicionalmente, el presidente Moreno lo nombró su delegado en la dirección de las empresas del Estado, integrando el directorio de la Empresa Coordinadora de Empresas Públicas y como su representante en la dirección del sector de hidrocarburos, integrando los directorios de la Empresa Pública de Hidrocarburos del Ecuador (Petroecuador), de la Empresa Hidrocarburífera del Ecuador (Petroamazonas) y de la Flota Petrolera Ecuatoriana (FLOPEC). 
Mangas señaló en el audio que era fundamental continuar con la Revolución Ciudadana asegurando el control de al menos cinco sectores centrales de las políticas y la institucionalidad del país: 1) contar con un buró político de dirección del gobierno conformado por figuras con militancia histórica de izquierda; 2) la continuidad del equipo económico; 3) sostener la institucionalidad de la planificación pública; 4) asegurar la continuidad del equipo de defensa, seguridad e inteligencia; y, 5) La continuidad de la política exterior.
Esta aseveración dejaba en entredicho la distancia que quería marcar el presidente Moreno del período de gobierno anterior. Por otra parte, los partidos de la derecha ecuatoriana utilizaron el audio para señalar que el presidente Moreno había realizado fraude en las elecciones del 2017, con la “confesión” que hacía Mangas en el audio, donde se escuchó decir: “Perdimos la primera vuelta y perdimos la segunda también. Eso no fue ganado. Casi perdemos las elecciones”.  Mangas señaló en declaraciones posteriores que rechazaba la grabación la cual calificó de “ilegal”, y aseguró que sus palabras fueron manipuladas y sacadas de contexto.
Eduardo Mangas renunció al gobierno de Lenín Moreno el 11 de diciembre de 2017.